# Matej Hrádecký
Matej Hrádecký (Turku, 17 aprile 1995) è un calciatore finlandese, centrocampista dello Skalica.

## Biografia
Anche i suoi fratelli Lukáš e Tomáš sono calciatori.

## Carriera

### Club
Ha giocato nella massima serie finlandese.

### Nazionale
Nel 2016 ha esordito in nazionale.

## Statistiche

### Presenze e reti nei club
Statistiche aggiornate al 7 settembre 2021.
| Stagione        | Squadra         | Campionato      | Campionato | Campionato | Coppe nazionali | Coppe nazionali | Coppe nazionali | Coppe continentali | Coppe continentali | Coppe continentali | Altre coppe | Altre coppe | Altre coppe | Totale | Totale |
| Stagione        | Squadra         | Comp            | Pres       | Reti       | Comp            | Pres            | Reti            | Comp               | Pres               | Reti               | Comp        | Pres        | Reti        | Pres   | Reti   |
| --------------- | --------------- | --------------- | ---------- | ---------- | --------------- | --------------- | --------------- | ------------------ | ------------------ | ------------------ | ----------- | ----------- | ----------- | ------ | ------ |
| 2012            | ÅIFK            | Ka              | 2          | 0          |                 | -               | -               |                    | -                  | -                  |             | -           | -           | 2      | 0      |
| 2012            | TPS             | VL              | 2          | 0          |                 | -               | -               |                    | -                  | -                  |             | -           | -           | 2      | 0      |
| 2013            | ÅIFK            | Ka              | 3          | 0          |                 | -               | -               |                    | -                  | -                  |             | -           | -           | 3      | 0      |
| 2013            | TPS             | VL              | 6          | 0          | CdL             | 3               | 0               | UEL                | 2                  | 0                  |             | -           | -           | 11     | 0      |
| 2014            | TPS             | VL              | 27         | 0          | CF+CdL          | 1+4             | 0               |                    | -                  | -                  |             | -           | -           | 31     | 0      |
| 2015            | TPS             | Y               | 21         | 4          |                 | -               | -               |                    | -                  | -                  |             | -           | -           | 21     | 4      |
| Totale TPS      | Totale TPS      | Totale TPS      | 54         | 4          |                 | 8               | 0               |                    | 2                  | 0                  |             | -           | -           | 64     | 4      |
| 2016            | SJK             | VL              | 32         | 4          | CF+CdL          | 4+4             | 1+0             | UCL                | 2                  | 0                  |             | -           | -           | 42     | 5      |
| 2017            | SJK             | VL              | 0          | 0          | CF              | 3               | 0               |                    | -                  | -                  |             | -           | -           | 3      | 0      |
| Totale SJK      | Totale SJK      | Totale SJK      | 32         | 4          |                 | 11              | 1               |                    | 2                  | 0                  |             | -           | -           | 45     | 5      |
| 2019            | TPS             | Y               | 11         | 1          |                 | -               | -               |                    | -                  | -                  |             | -           | -           | 11     | 1      |
| 2020            | SJK             | VL              | 19         | 2          |                 | -               | -               |                    | -                  | -                  |             | -           | -           | 19     | 2      |
| 2021            | HIFK            | VL              | 12         | 0          | CF              | 2               | 0               |                    | -                  | -                  |             | -           | -           | 14     | 0      |
| Totale carriera | Totale carriera | Totale carriera | 135        | 12         |                 | 21              | 1               |                    | 4                  | 0                  |             | -           | -           | 160    | 13     |

### Cronologia presenze e reti in nazionale
| Cronologia completa delle presenze e delle reti in nazionale ― Finlandia | Cronologia completa delle presenze e delle reti in nazionale ― Finlandia | Cronologia completa delle presenze e delle reti in nazionale ― Finlandia | Cronologia completa delle presenze e delle reti in nazionale ― Finlandia | Cronologia completa delle presenze e delle reti in nazionale ― Finlandia | Cronologia completa delle presenze e delle reti in nazionale ― Finlandia | Cronologia completa delle presenze e delle reti in nazionale ― Finlandia | Cronologia completa delle presenze e delle reti in nazionale ― Finlandia |
| Data                                                                     | Città                                                                    | In casa                                                                  | Risultato                                                                | Ospiti                                                                   | Competizione                                                             | Reti                                                                     | Note                                                                     |
| ------------------------------------------------------------------------ | ------------------------------------------------------------------------ | ------------------------------------------------------------------------ | ------------------------------------------------------------------------ | ------------------------------------------------------------------------ | ------------------------------------------------------------------------ | ------------------------------------------------------------------------ | ------------------------------------------------------------------------ |
| 13-1-2016                                                                | Abu Dhabi                                                                | Finlandia                                                                | 0 – 1                                                                    | Islanda                                                                  | Amichevole                                                               | -                                                                        | 61’                                                                      |
| 9-1-2017                                                                 | al-'Ayn                                                                  | Marocco                                                                  | 0 – 1                                                                    | Finlandia                                                                | Amichevole                                                               | -                                                                        |                                                                          |
| Totale                                                                   |                                                                          | Presenze                                                                 | 2                                                                        |                                                                          | Reti                                                                     | 0                                                                        |                                                                          |

## Palmarès

### Club

#### Competizioni nazionali
- Coppa di Finlandia: 1

SJK: 2016